# Thermes Tettuccio
 (mai 2019).
Si vous disposez d'ouvrages ou d'articles de référence ou si vous connaissez des sites web de qualité traitant du thème abordé ici, merci de compléter l'article en donnant les références utiles à sa vérifiabilité et en les liant à la section « Notes et références ».
Le centre de Thermes Tettuccio est l’un des principaux établissements thermaux de Montecatini Terme. Ils sont situés sur Viale Verdi, 71.

## Histoire
L’établissement de Tettuccio, connu sous le nom de « Bagno nuovo » (nouveau bain) depuis le XIVe siècle, a ainsi été nommée pour la présence d'une toiture « Tettuccio » (petit toit), qui couvrait la première source.
Le bâtiment, conçu par l'architecte Gaspero Maria Paoletti entre 1779 et 1781, était caractérisé par un portail rustique de grand effet visuel. En 1916, l'architecte florentin Ugo Giovannozzi présente un projet de restructuration de l'ensemble. Ce projet, basé sur le concept des thermes romains, sera finalisé en 1928.

## Description
L'établissement est situé dans un parc riche en cèdres du Liban, palmiers, séquoias, acacias, lauriers, glycines, pins, limes et orné de colonnades, tribunes, exèdres, fontaines et grands parterres de fleurs bordés de buis. L'entrée monumentale du  spa est comprend un portail et un toit en fer forgé ainsi que des fenêtres en verre polychrome, œuvre de la manufacture Berti de Pistoia. Au sommet de la façade principale, sont placées quatre grandes statues en marbre de Carrare, sculptées par Corrado Vigni qui personnalisent la Source, la Médecine,l' hygiène et la santé. Les éléments décoratifs de la façade ont été réalisés par Aristide Aloisi.

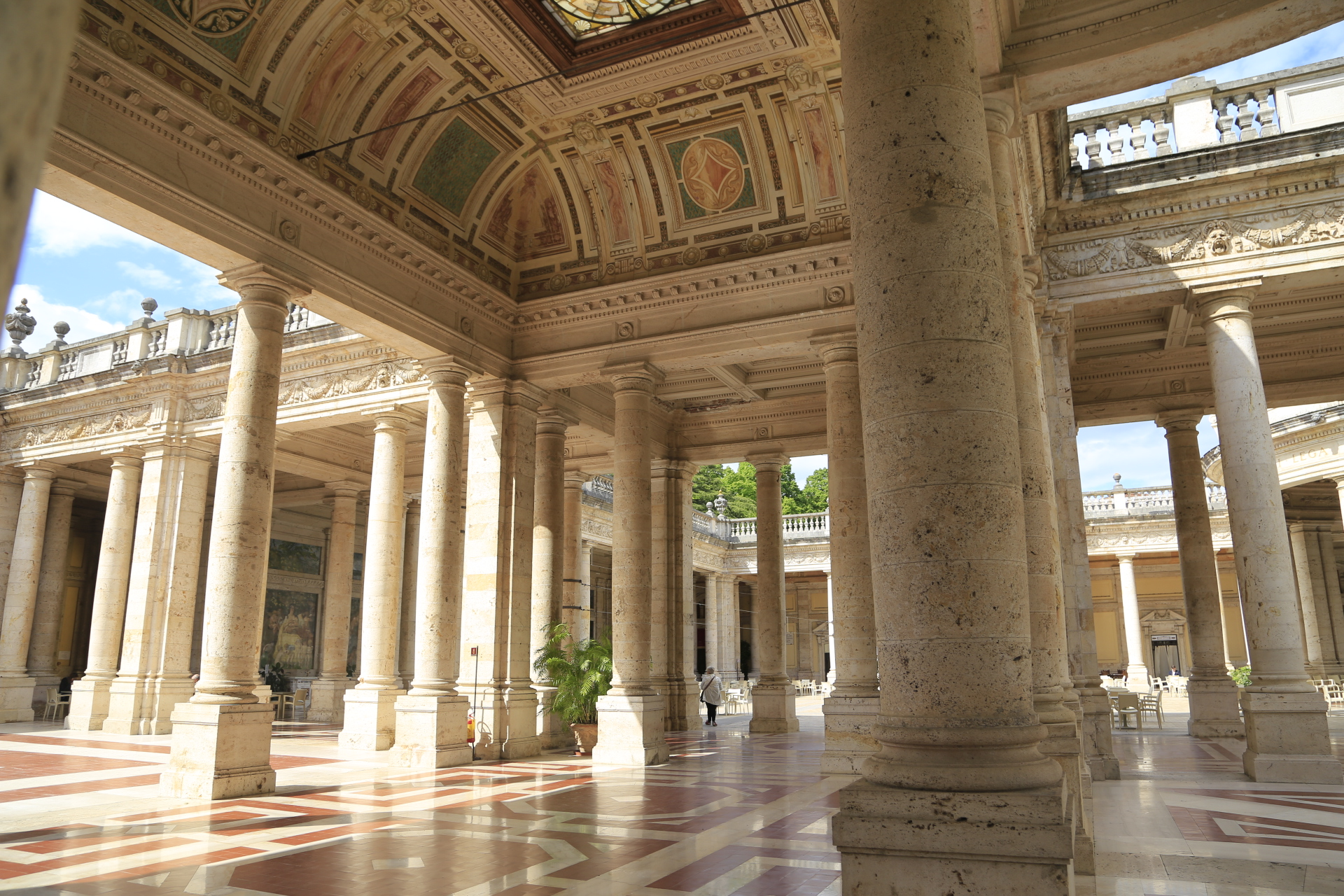
Thermes Tettuccio
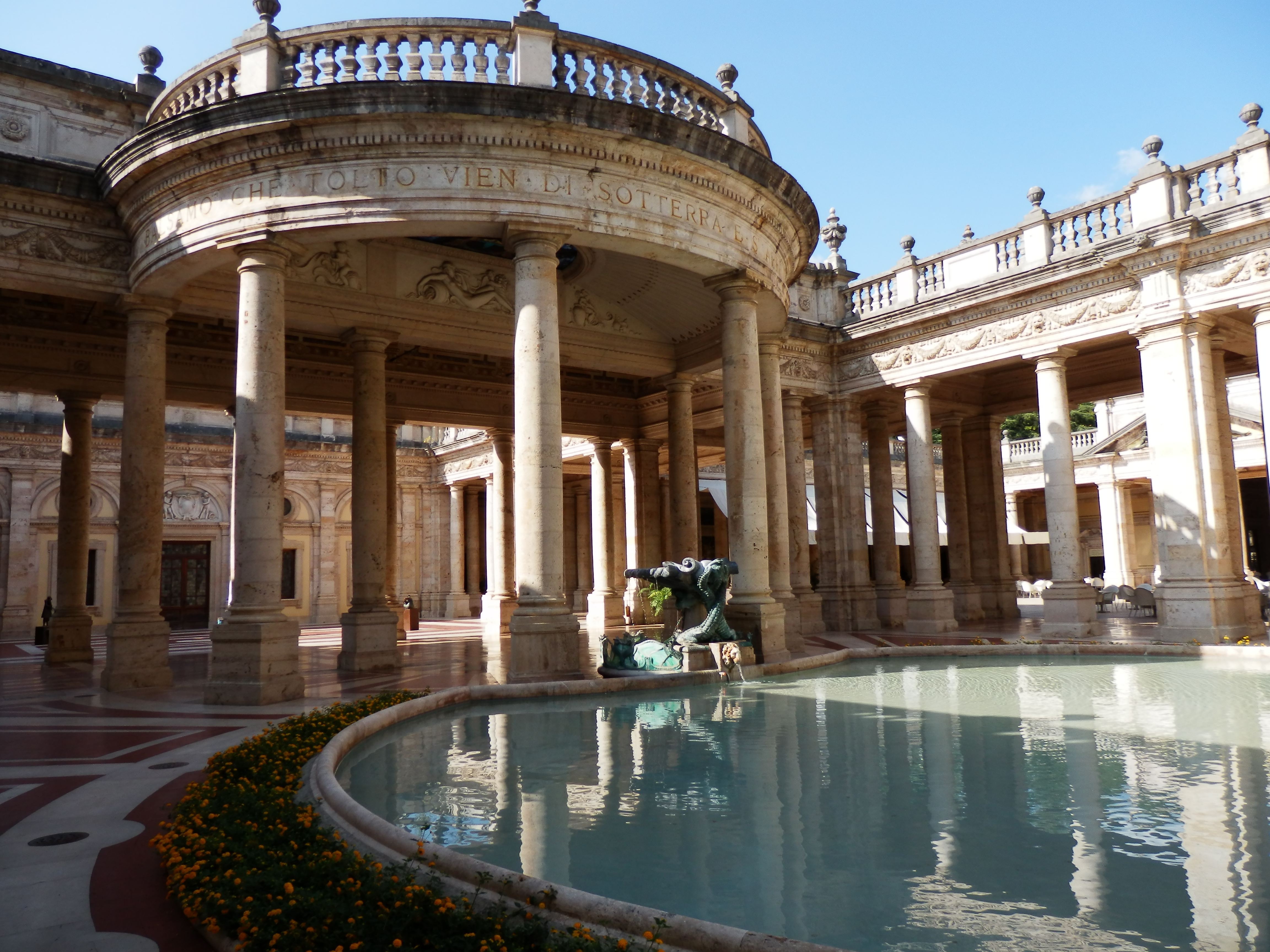
Temple Thermal
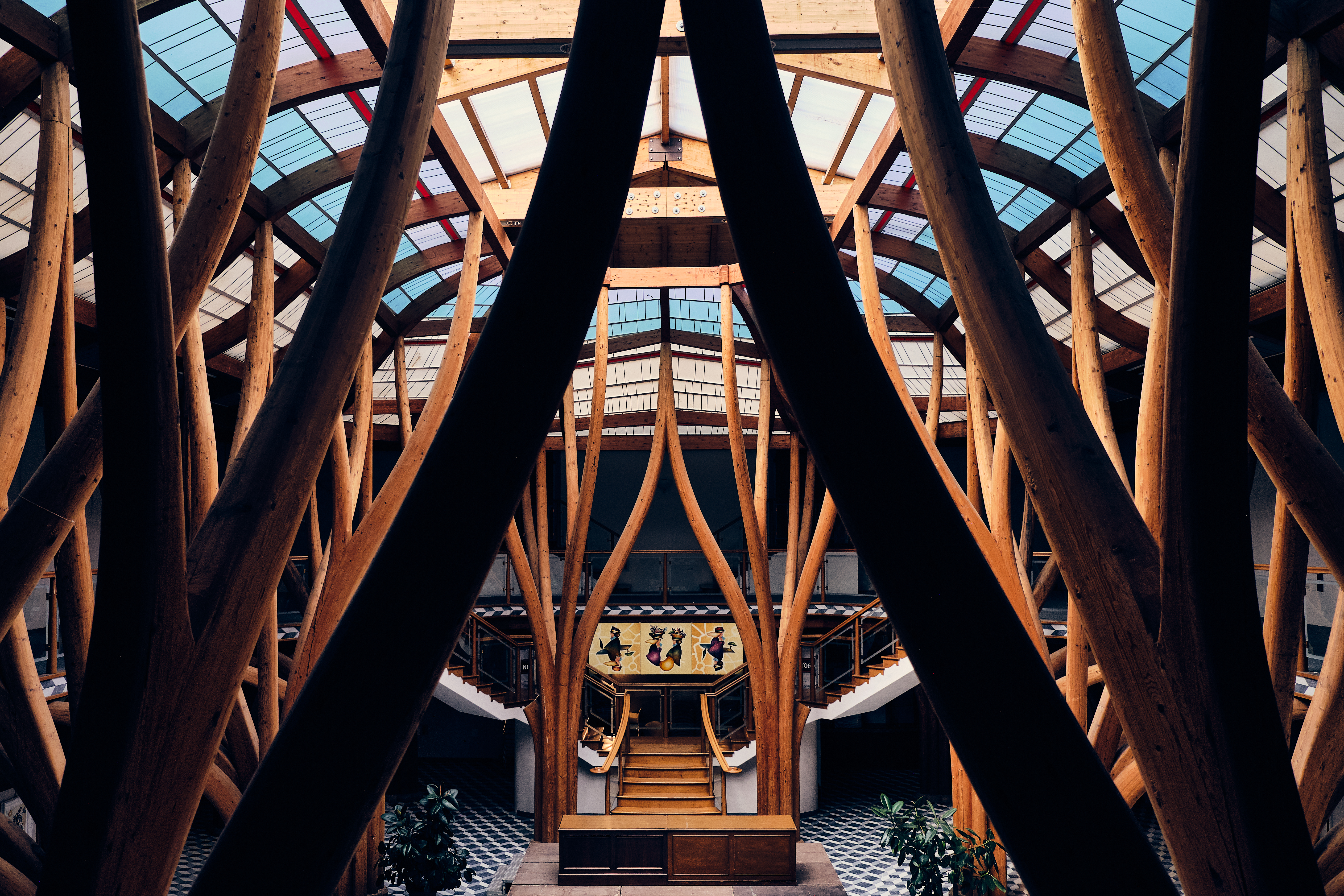
Padiglione Portoghesi dans les Thermes.

L'élément qui caractérise le bâtiment est une source de granit, en forme de coquille, soutenue par un groupe de personnages en bronze (une grande pieuvre, deux poissons, deux crocodiles, des grenouilles), œuvre du sculpteur florentin Sirio Tofanari dont le nom figure sur la carapace d'un gros crabe. 
L' eau thermale qui jaillit de la source est récupérée dans une piscine avec un parapet orné d'hippocampes. Sur les côtés de la fontaine se dresse une colonnade en demi-cercle avec une inscription sur l’architrave:BAUME QUI S'ELEVE DE SOUS TERRE QUI S'ÉCARTE AU CLAIR DE JOUR.
En 1926, le peintre Basilio Cascella, conçut sept grands panneaux allégoriques polychromes en carreaux de céramique pour la galerie. Chaque panneau montre une architrave en marbre, qui porte le titre des différentes représentations sur le thème des effets bénéfiques de l’eau aux différents âges de la vie: L’enfance, L'adolescence, La beauté, La source, La force, La maturité, La vieillesse. Au centre du dernier panneau, en bas, le nom de l'auteur est clairement indiqué, ainsi que l'année d'installation de l'œuvre (1927), curieusement précédée d'un porte-bonheur rouge. Dans le panneau d'Adolescence, sur la tuile placée dans le coin inférieur gauche est reproduit l'emblème de Mattonelle Smaltate G.R. Percossi et C. Civita Castellana.
Sur le côté droit intérieur du temple thermal se trouve une tribune circulaire surélevée réservée à l'orchestre. Le dôme est caractérisé par les fresques d'Ezio Giovannozzi, qui représentent les différents groupes d'instrumentistes, avec les mots: Cordes et Piano - Cuivres et Tympans - Hautbois et Flûtes - Orgue et Harpe. Les quatre groupes sont intercalés par des peintures en trompe-l’œil avec des ténors, barytons et sopranos chantant sur la scène. L'architrave placée au-dessus des colonnes de la tribune porte une inscription: LE SON QUI LIE LES SENS AVEC LA DOUCEUR.
À l'intérieur du complexe il y a une salle pour les congrès et événements restructurée en 1989 par Paolo Portoghesi.

## Les eaux
Dans cet établissement les eaux sont caractérisées par des propriétés minérales et cicatrisantes. Les sources s'appellent: Rinfresco, Leopoldina, Regina et Tettuccio.